# Николаевское (Карачаево-Черкесия)
Николаевское — село в Прикубанском районе Карачаево-Черкесии Российской Федерации. Административный центр Николаевского сельского поселения.

## История
В 1964 г. Указом Президиума ВС РСФСР хутора Николаевский, Бочаровский и Даркин, фактически слившиеся в один населенный пункт, объединены в село Николаевское.

## Население
| 2002 | 2010  | 2021  |
| ---- | ----- | ----- |
| 1454 | ↗1720 | ↘1441 |